# 淮清桥
淮清桥是位于中国江苏省南京市秦淮区的一座石拱桥。始建于南朝，古名青溪大桥，后称淮清桥。在1954年，桥梁曾整修，列为区级文物保护单位。1992年，公布为南京市文物保护单位。